# Beckeracris dimidiata
Beckeracris dimidiata är en insektsart som beskrevs av Christiane Amédégnato och Marius Descamps 1979. Beckeracris dimidiata ingår i släktet Beckeracris och familjen gräshoppor. Inga underarter finns listade i Catalogue of Life.